# 채지안
채지안(1991년 11월 2일 ~ )은 대한민국의 배우이다. 데뷔전 인터넷쇼핑몰에서 민경이란 이름으로 피팅모델활동을 하였다. 채지안이라는 이름은 예명이다.

## 출연 작품

### 드라마
- 《오늘의 탐정》 (2018년, KBS2) - 정이랑 역
- 《나의 개같은 연애》 (2018년, 웹드라마) - 강아정 역

### 예능
- 《호구의 연애》 (2019년, MBC)

### 뮤직비디오
- 젝스키스 - 웃어줘
- 황치열 - 매일 듣는 노래
- 노을 - 잊혀진다는거

## 수상 및 후보
| 연도 | 시상식           | 부문        | 작품        | 결과 |
| ---- | ---------------- | ----------- | ----------- | ---- |
| 2019 | MBC 방송연예대상 | 여자 신인상 | 호구의 연애 | 후보 |